# Ford C100
La Ford C100 è un'autovettura da competizione progettata e costruita a partire dal 1981 dalla Ford Deutschland di Colonia, filiale tedesca della Ford Motor Company. Al pari dell'antenata Ford GT40 degli anni sessanta, progettata per rientrare tra le GT ed essere alta solo 40 pollici, il nome della C100 indica la classe di appartenenza (Gruppo C) e l'altezza al parabrezza della vettura (100 centimetri). Essa è una Sport prototipo concepita appunto secondo i dettami del gruppo C, introdotto per la stagione 1982, sebbene nel 1981 sia stata iscritta nel gruppo 6, allora ancora in vigore. Inizialmente era spinta da un motore V8 Cosworth DFL da 4 litri, che fu in seguito rimpiazzato dalla versione da 3,3 litri una volta che fu ceduta alle scuderie private. Di essa sono stati costruiti cinque esemplari ma, sebbene fossero spesso molto veloci in qualifica, soffrirono di problemi di affidabilità, ottenendo solo due successi nel Deutsche Rennsport Meisterschaft nel 1982 e un'unica vittoria nel campionato Thundersports nel 1983.

## Contesto
Con l'annuncio dell'entrata in vigore del Gruppo C per il 1982, le prestazioni dei motori furono limitate mediante il controllo del consumo di carburante, lasciando piena libertà riguardo a cilindrata e configurazione del propulsore, una scelta simile a quella che aveva caratterizzato la 24 Ore di Le Mans 1975 che aveva regole simili a seguito della crisi petrolifera. Nonostante le vibrazioni che lo affliggevano e che lo rendevano poco adatto alle gare di durata, il motore aspirato Ford Cosworth DFV (impiegato con successo in F1 dal 1967) aveva dato buone prove di sé, vincendo a Le Mans nel 1980 a scapito di una barchetta Porsche sovralimentata, pertanto la Ford con ottimismo giustificato diede luce verde allo sviluppo della sportprototipo C100.
Il motore Cosworth, nella versione DFY tre litri con circa 386 kW (525 CV), era ormai inferiore ai motori turbo in F1 e pertanto si decise di realizzarne una versione specifica (denominata DFL) aumentandone la cilindrata a 3,9 litri per poter essere in grado di erogare più potenza e coppia, soprattutto perché i concorrenti Porsche e Lancia adoperavano motori turbo con circa 441 kW (600 CV). Ma questa variante si dimostrò inaffidabile, soprattutto a causa delle vibrazioni, deludendo nel 1982 e 1983 sia sulla C 100 che in altre vetture, portando alla decisione di ridurne la cilindrata a 3,3 litri.
Il progetto Ford venne interrotto alla fine del 1982 dopo una sola stagione completa, in maniera simile a quanto già accaduto con il prototipo Ford P68 motorizzato Cosworth V8 del 1968/1969.

## Carriera agonistica

### 1981
La Ford Motor Company costruì e sviluppò una singola C100 nel 1981, il cui telaio (n°01) fu realizzato presso la TC Prototypes di John Thompson in Inghilterra,, dotandola del Cosworth DFL da 4 litri. Sebbene la Ford avesse tentato di farle prender parte alla 24 Ore di Le Mans 1981, la vettura non gareggiò in Francia, debuttando invece tre mesi dopo alla 1000 km di Brands Hatch. Manfred Winkelhock e Klaus Ludwig furono i piloti della vettura iscritta ufficialmente dalla casa americana, siglando la pole position e staccando di 1,1 secondi la Lola T600 ufficiale di Guy Edwards ed Emilio de Villota. Sfortunatamente per la Ford, una rottura al cambio spinse la vettura al ritiro dopo 40 giri, lasciando la vittoria alla Lola di Edwards/de Villota

### 1982
Per la stagione 1982 furono assemblate altre quattro vetture, che furono impiegate nel Deutsche Rennsport Meisterschaft (DRM) e nel mondiale Endurance con la gestione del progetto trasferita presso la Zakspeed, che già portava i pista nel DRM le Ford Capri Turbo. 
Il progetto fu rivisto in quanto la prima vettura costruita era tra l'altro troppo bassa rispetto ai regolamenti del Gruppo C, introdotto a partire dal 1982 (l'anno precedente, la vettura aveva corso nella categoria Sport).
Dei quattro telai , uno lo "02", fu costruito dalla Hesketh e la vettura completata presso la filiale tedesca della Ford, mentre gli altri tre (03,04,05) furono costruiti dalla Thompson e le vetture assemblate dalle Zakspeed.
Con la sua C100, ora iscritta nel "gruppo C", Ludwig cominciò la sua stagione con un ritiro alla prima gara del DRM, tenutasi al circuito di Zolder, per poi ottenere un decimo posto alla seconda gara, disputatasi all'Hockenheimring (sebbenesi fosse ritirato al 17º giro, la distanza percorsa gli permise di essere comunque classificato).
La succursale tedesca della Ford portò una sola C100 alla 1000 km di Monza, gara inaugurale del mondiale endurance: Winkelhock, Ludwig e Marc Surer si divisero il volante della vettura numero "02", sebbene in un primo momento la Ford avesse iscritto una seconda vettura (col telaio numero "03") per Surer e Klaus Niedzwiedz.
La C100 si ritirò ancora una volta, stavolta a causa di un surriscaldamento dopo 18 giri. Ludwig allora saltò la gara del DRM al Nürburgring, Surer e Niedzwiedz saltarono entrambi la 1000 km di Silverstone, mentre Winkelhock e Ludwig parteciparono a quest'ultima gara, completando per primi una corsa con la C100: ottavi assoluti e quinti tra le vetture del Gruppo C. La stessa coppia si ritirò ancora alla 1000 km del Nürburgring a causa di una rottura del differenziale dopo 31 giri, venendo comiunque classificati in ventesima posizione.
La 24 Ore di Le Mans 1982 si dimostrò ancor meno fruttuosa: delle tre vetture iscritte dalla Ford, solo due gareggiarono, con Surer e Ludwig alla guida del telaio #04 e Winkelhock e Niedzwiedz sul telaio #03, ma entrambi si ritirarono per noie elettriche rispettivamente dopo 71 e 67 giri.
La vettura soffriva vari problemi di affidabilità, gravissimi in una gara di 24 ore, soprattutto per quanto riguardava il motore (che presentava elevatissime vibrazioni, che portarono addirittura a rotture dello Chassis, sia sulle vettura della Ford, sia sulle Rondeau e SHS che utilizzavano lo stesso motore, oltre che di surriscaldamento e di poca potenza rispetto alle Porsche 956.
Le cose andarono meglio nelle gare "sprint" del DRM: al Norisring Winkelhock e Ludwig guidarono le due vetture iscritte, col primo che ottenne il primo podio della C100 piazzandosi al secondo posto dietro alla Porsche 956 di Jochen Mass, mentre il secondo arrivò ottavo a due giri di distacco.
Alla successiva gara tenuta all'Hockenheimring, Ludwig migliorò il risultato del compagno di squadra, ottenendo la prima vittoria con quasi 5 secondi di vantaggio sulla Zakspeed Capri Turbo di Niedzwiedz, mentre Winkelhock si era ritirato per problemi di accensione dopo 11 giri. A quel punto il DRM tenne la terza gara della stagione sul circuito di Hockenheim, dove guai alla trasmissione fermarono Ludwig dopo 28 giri.
Il successivo passo fu quello di coinvolgere in una revisione della vettura denominata "Mark 2", Tony Southgate, che lavorando su un telaio (lo 05) in costruzione presso la TCP di John Thompson apportò diverse modifiche.
Il successivo impiego della C100 fu nel mondiale alla 1000 km di Spa, dove Surer e Ludwig pilotarono la vettura numero "05", con Winkelhock e Niedzwiedz nella "03", ma ancora una volta le vetture si ritirarono entrambe. La C100 fu iscritta all'ultima gara del DRM 1982, ancora al Nürburgring, dove Ludwig la portò alla vittoria staccando di oltre 37 secondi la Ford Capri di Niedzwiedz.
La Ford terminò la stagione iscrivendo tre vetture alla 1000 km di Brands Hatch: Surer, Ludwig and Winkelhock nella C100 "03", Winkelhock e Niedzwiedz nella "05" e Jonathan Palmer e Desiree Wilson con la "04". Le sportprototipo americane dominarono le qualifiche, con la vettura di Surer/Ludwig/Winkelhock in pole position e quella di Winkelhock/Niedzwiedz a completare la prima fila; le due Lancia LC1 ufficiali furono più lente di circa due secondi, mentre la C100 di Palmer/Wilson si qualificò ottava. Dopo che la coppia Winkelhock/Niedzwiedz era rimasta coinvolta in un incidente di gruppo al quarto giro, le altre due vetture conclusero la gara con Palmer e Wilson in quarta posizione (secondi di classe) e Surer/Ludwig/Winkelhock subito dietro di loro. A fine anno Klaus Ludwig fu il pilota della C100 meglio piazzato sia nel DRM, quarto con 83 punti, che nel mondiale, dove si classificò 39º con 11 punti.

### 1983

#### La Mark "3"
A fine 1982, Tony Southgate, fu incaricato di sviluppare una nuova versione denominata "Mark 3" e dotata di un motore DFL dotato del turbocompressore, che era stato testato nell'agosto 1982 a Brands Hatch, sullo chassis 02, allo scopo di colmare il gap di potenza rispetto alla Porsche 956. 
La vettura con chassis realizzato da Thompson e vettura assemblata da Gordon Spice, scese in pista (ancora con il motore aspirato, ma con un albero motore modificato per ridurre le vibrazioni) per alcuni incoraggianti test nel gennaio 1983 al Circuito Paul Ricard, ma nel marzo 1983 il progetto venne fermato dal nuovo direttore della Ford Europa, Stuart Turner. Insieme al programma "endurance" , venne fermato anche quello della Escort "Gruppo B" per i rally.

#### La Vettura della Peter Racing
La casa americana vendette uno degli esemplari della Mark "2" (la vettura "04") alla scuderia "Peer Racing", che subitò sostituì il propulsore Cosworth DFL da 4 litri con la versione da 3,3 litri e schierò la vettura nel nuovo campionato britannico "Thundersports" per i piloti David Kennedy e Martin Birrane, che però la schiantarono nella gara inaugurale a Brands Hatch, non riuscendo pertanto a schierarsi alla successiva 1000 km di Silverstone, valevole per il mondiale endurance. Il team si ripresentò alla successiva gara della Thundersports, ancora a Brands Hatch, classificandosi secondo alle spalle della Lola T530-Chevrolet di categoria Can-Am pilotata da John Foulston e Brian Cocks.
Per la 24 Ore di Le Mans 1983 François Migault si aggiunse al team, ma la vettura si ritirò dopo 16 giri per problemi di pressione del carburante, così come alla successiva gara di Thruxton, dove una foratura che generò una rottura della sospensione costrinse ancora Kennedy e Birane al ritiro. Jim Crawford prese il posto di Birrane a Donington Park, ottenendo l'ultima vittoria per la C100, con un giro di vantaggio sulla Lola T594-Mazda di Pete Lovett e Jeff Allam. Questa sarebbe stata anche l'ultimo arrivo al traguardo per la vettura, poiché un ritiro in qualifica alla 1000 km di Brands Hatch e un incidente all'ultima gara della Thundersports le impedirono di concludere ancora una corsa. Quest'ultima gara a Brands Hatch fu l'ultima gara di un certo livello a cui la vettura partecipò.

#### Le Zakspeed C1
Un discorso a parte meritano le altre vetture, che la Zakspeed acquisì sempre nel 1983 e che continuò a modificare per mantenerne la competitività, tanto da ridenominarle Zakspeed C1/4 e Zakspeed C1/8, a seconda del numero di cilindri del propulsore impiegato: con una di esse Klaus Niedzwiedz fece suo il campionato Interserie del 1984.
La "C1/4" fu dotata del motore a 4 cilindri turbo già usato sulla Ford Capri gruppo 5 negli anni precedenti, evoluto e che alla fine del 1984 sarà la base del motore 1500/4 utilizzato dal 1985 in formula 1, mentre la "C1/8" continuò ad utilizzare l'8 cilindri Cosworth.